# The Road Warriors
L.O.D. là nhóm đô vật nổi tiếng trong WWE SMACKDOWN được viết tắt từ chữ Legion of Doom.

## Thành viên
- 1985_1998: Road Warrior Animal (Joseph Laurinaitis) và Road Warrior Hawk (Michael Hegstrand).
- 2005_2006: Road Warrior Animal (Joseph Laurinaitis) và Heidenreich (Jon Heidenreich).

## Đòn cuối
- Power Dunk (Spinning side Slam).

- Cobra Clutch.

- Big Boot.

- Electric chair drop.

- Chokebomb-Independent circuit.

- Clothesline.

## Chức vô địch
- WWE Tag Team Championship (1 lần).
- NWO Tag Team Championship (2 lần).